# Красные Холмы (Московская область)
Красные Холмы — деревня в Чеховском районе Московской области, в составе муниципального образования сельское поселение Любучанское (до 29 ноября 2006 года входила в состав Любучанского сельского округа), деревня связана автобусным сообщением с райцентром и соседними населёнными пунктами.

## Население
| 2002 | 2006 | 2010 |
| ---- | ---- | ---- |
| 22   | ↘21  | ↘16  |

## География
Красные Холмы расположены примерно в 9 км (по шоссе) на север от Чехова, на безымянном ручье бассейна реки Рожайка (правый приток реки Пахры), высота центра деревни над уровнем моря — 185 м. На 2016 год в Красных Холмах зарегистрирована 1 улица — Радужная и 1 садовое товарищество, через деревню проходит старое Симферопольское шоссе.